# Delegacia Legal
Delegacia Legal é o programa de informatização e modernização das delegacias policiais da Polícia Civil do Estado do Rio de Janeiro, iniciado em 1999, dando prioridade às obras civis e aquisição de equipamentos.

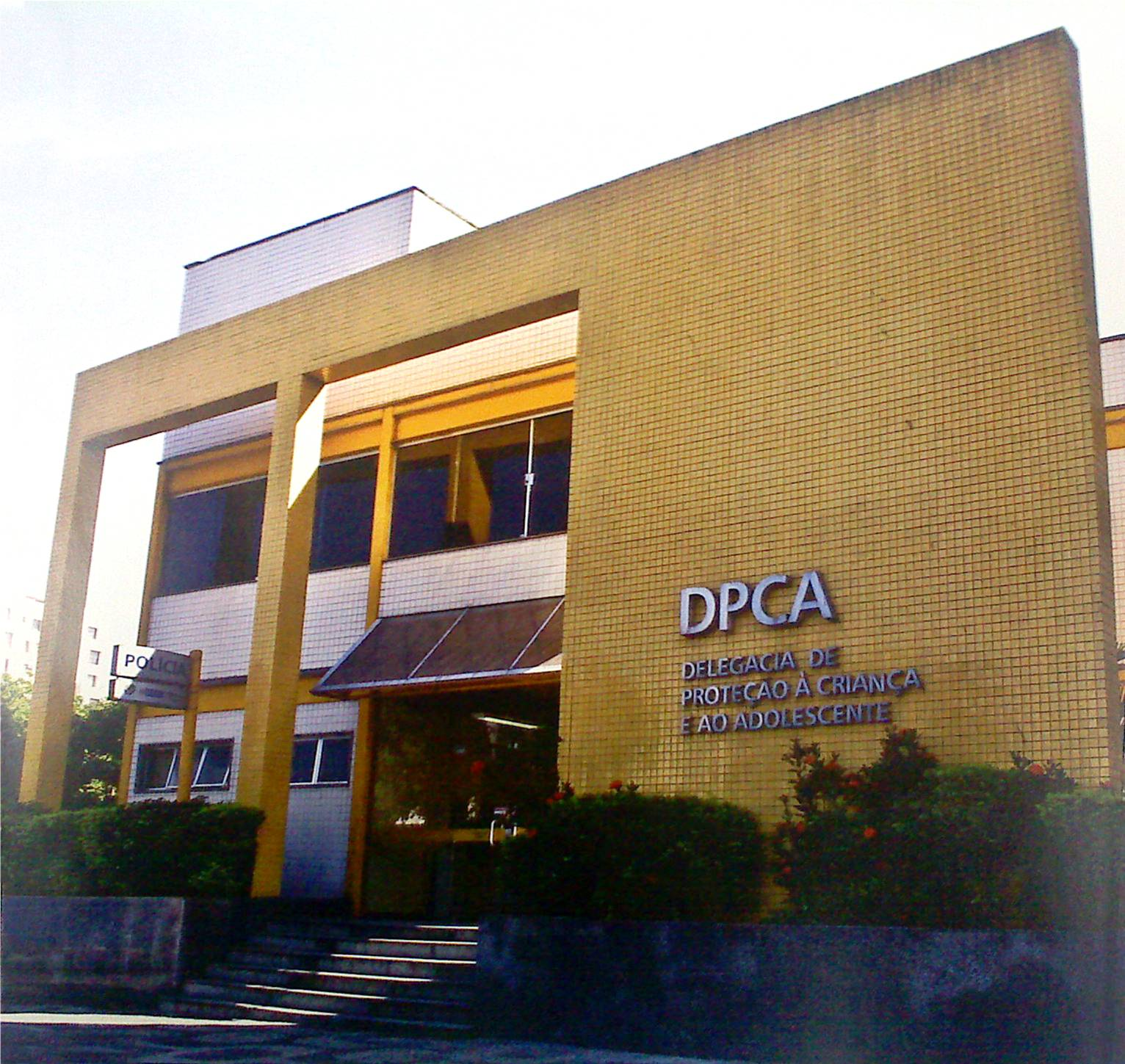
Lay out de uma Delegacia Legal - 2002

Compreende a padronização dos registros de ocorrência (RO) e procedimentos decorrentes, com o controle centralizado e utilização de um banco de dados central.
O nome legal decorre da supressão das carceragens das delegacias policiais, prática antes tolerada em decorrência das deficiências do sistema penitenciário, mas ilegal.
A reforma das delegacias para a implantação do programa exigiu novo visual arquitetônico, externo e interno, instalação de ar condicionado central e nova divisão dos espaços para as diversas aplicações.
A adaptação das equipes policiais à informatização foi realizada em cursos específicos da ACADEPOL e como forma de incentivo remuneratório foi criada uma gratificação específica.

## Estágio atual das delegacias policiais (2009)
As chamadas delegacias legais ainda apresentam deficiências na realização de investigações e inquéritos devido à carência de funcionários e a ausência de setores especializados (v. experiência mundial) para o funcionamento de uma delegacia policial. A falta de pessoal treinado nas práticas cartorárias, como o escrivão de polícia existente em outros estados brasileiros, além de resultar em demora excessiva no momento da lavratura de autos de prisão em flagrante, dificulta e retarda a tramitação dos inquéritos policiais.
O sigilo das investigações realizadas no curso do Inquérito Policial, determinado pelo Código de Processo Penal Brasileiro em favor da efetiva elucidação do crime e necessário à preservação da incolumidade física e psíquica de vítimas e testemunhas, foi tornado sem aplicação a partir do ano de 2009, quando o Decreto Estadual nº 41.786, de 1 de abril, determinou a difusão das informações nelas colhidas e informatizadas para os bancos de dados das secretarias de segurança e polícias de todo o Brasil.
Finalmente, o principal objetivo da criação de uma estrutura policial que é a redução da criminalidade, não tem sido alcançado no Rio de Janeiro.